# Иудеохристианские евангелия
Иудеохристианские евангелия — евангелия иудеохристиан, из которых в настоящее время известно о трёх. Ни одно из них не сохранилось полностью. Сохранившиеся фрагменты содержатся в трудах Отцов Церкви, упоминавших о них в контексте борьбы с ересями.
Согласно классификации христианских ересиологов, среди иудеохристиан выделялось четыре группы: эбиониты, назореи, элксаиты и симмахиане. Евангелия первых двух из них сохранились. Традиционно выделяют три иудеохристианские евангелия: назореев, эбионитов и от евреев. Эти произведения относятся к апокрифам Нового Завета.
Древнейшие сведения об иудеохристианских евангелиях принадлежат церковным историкам II века Папию и Егесиппу, однако они содержатся в виде цитат в трудах Евсевия Кесарийского (IV век).
Ириней Лионский, написавший около 190 года книгу «Против ересей», утверждал каноничность только четырёх евангелий. По его мнению, основную опасность со стороны еретических учений представляло не то, что у них было больше евангелий или что они были другие, а то, что они выделяли только одно из четырёх. Так, эбиониты использовали только Евангелие от Матфея, о котором Ириней говорил, что оно было изначально предназначено для «евреев» и было написано на иврите. Вероятно, эти сведения Иринея не достоверны, так как он, исходя из своих предположений о том, что Евангелие от Матфея было написано на иврите для обращённых в христианство иудеев и что каждая еретическая секта пользовалась только одним евангелием, делает вывод, что иудеохристиане должны были использовать именно это евангелие. В том, что касается иудеохристиан, от Иринея зависят Тертуллиан, Ипполит Римский и Псевдо-Тертуллиан.
В конце II века Климент Александрийский, также сторонник каноничности только четырёх евангелий, в своих «Строматах» дважды цитирует Евангелие от евреев, однако на основании имеющегося материала невозможно сделать вывод о взглядах этого христианского автора по этому вопросу. В III веке Ориген излагает теорию, по которой Святой Дух вдохновил только некоторые из имеющегося множества евангелий, тогда как к остальным относятся Евангелие от египтян, Евангелие двенадцати апостолов, и от Василида, Фомы, Матфия и «ещё другие». Евангелие от египтян, упоминаемое также у Климента, не использовалось иудеохристианами. Евангелие двенадцати апостолов иногда отождествляют с Евангелием эбионитов, упоминаемым Епифанием Кипрским. В разных своих трудах Ориген дважды цитирует Евангелие от евреев, согласно которому Святой Дух является матерью Иисуса Христа, вероятно, в том смысле, в каком Бог Отец являлся его отцом.
Евсевий Кесарийский в своих произведениях неоднократно высказывает мнение о том, что Матфей изначально писал на иврите. О Евангелии от евреев он упоминает 4 раза в своей Церковной истории, назвав его в числе книг, не принятых церковью. Далее он пишет, что это евангелие использовалось эбионитами и рассказывает о том, что о нём было известно Папию и Егесиппу. В конце IV Дидим Слепой ссылается на фразу из Евангелия от евреев.
В написанном около 376 года Панарионе Епифаний Кипрский сообщает о трёх иудеохристианских сектах. Он, хотя и не располагая достоверной информацией, рассматривает вопрос о секте назореев, проводя различие между ними и распространённым общим названием древних христиан. Говоря об их обычаях, он отмечает, что они читают Евангелие от Матфея на иврите. Однако известно, что языком назореев был арамейский и они, очевидно, читали евангелие на нём. Вероятно, Епифаний ошибается, когда пишет, что назорее использовали оригинальное Евангелие от Матфея. Говоря о эбионитах, Епифаний пишет, что они пользовались тем же евангелием, что и последователи Керинфа.
Большое количество цитат и ссылок на иудеохристианские евангелия приводит Иероним Стридонский. Более поздние греческие и латинские писатели в своих суждениях по данному вопросу основывались на суждениях своих предшественников, прежде всего на мнении Иеронима. После Августина иудеохристиане и их писания считались еретическими, но в опровержениях их ересей редко обсуждались их евангелия.